# Brad Weber
Pour les articles homonymes, voir Weber.

a Compétitions nationales et continentales officielles uniquement.

b Matchs officiels uniquement.
Dernière mise à jour le 23 septembre 2024.
Brad Weber, né le 17 janvier 1991 à Napier (Nouvelle-Zélande), est un joueur international néo-zélandais de rugby à XV, évoluant au poste de demi de mêlée au Stade français Paris en Top 14.

## Carrière

### En club
Né et éduqué à Napier dans la région de Hawke's Bay, Brad Weber rejoint ensuite l'équipe de rugby de la province d'Otago, tout en suivant ses études à l'université d'Otago,. Il fait ses débuts professionnels en NPC à l'âge de 21 ans, le 17 septembre 2012 contre North Harbour. Barré par la présence de l'international japonais Fumiaki Tanaka, il ne joue qu'une poignée de match et n'est pas conservé dans l'effectif pour la saison suivante.
Il décide alors de se concentrer sur ses études, mais au bout d'un mois de la saison 2013 de NPC, il est appelé en renfort par la province de Waikato afin de compenser le départ de l'ancien All Black Brendon Leonard,.
Après une solide première saison avec Waikato, il rejoint la franchise des Chiefs pour la saison 2014 de Super Rugby,. Il fait ses débuts en Super Rugby le 21 février 2014 contre les Crusaders. Il ne joue cependant que cinq matchs lors de sa première saison (tous comme remplaçant), en raison de la concurrence des All Blacks Tawera Kerr-Barlow et Augustine Pulu à son poste,. En 2015, il profite de la blessure de Kerr-Barlow pour devenir le titulaire de son équipe au poste de demi de mêlée, avant se conserver sa place la saison suivante avec le départ de Pulu aux Blues,.
En 2016, il change de province de NPC et retourne dans sa région d'origine pour jouer avec Hawke's Bay.
En février 2017, il se fracture le fémur et rate l'intégralité de la saison de Super Rugby. Faisant son retour en 2018, il partage son poste avec le jeune Te Toiroa Tahuriorangi, tout juste arrivé des Hurricanes, avant de redevenir le titulaire indiscutable du poste lors de la saison 2019,,.
Au mois de juin 2023, il est annoncé qu'il quitte la Nouvelle-Zélande, après la saison 2023 de NPC, en raison de la signature d'un contrat avec le club français du Stade français Paris, évoluant en Top 14, à partir de la saison 2023-2024.

### En équipe nationale
Brad Weber est sélectionné pour évoluer avec l'équipe de Nouvelle-Zélande des moins de 20 ans en 2011, et participe au championnat du monde junior, que son équipe remporte. Il partage alors son poste avec TJ Perenara.
Il est appelé pour jouer avec les Māori All Blacks en juin 2015 pour jouer contre les Fidji et les Barbarians néo-zélandais. Il joue tous les ans avec cette sélection jusqu'en 2018.
En juillet 2015, il est sélectionné pour la première fois par Steve Hansen pour évoluer avec les All Blacks. Il connait sa première cape internationale le 8 juillet 2015 à l’occasion d’un test-match contre l'équipe des Samoa à Apia.
En juillet 2019, après quatre années d'absence, il est rappelé en sélection nationale pour participer au Rugby Championship 2019,. Il fait alors office de troisième demi de mêlée, derrière l’inamovible paire Aaron Smith - TJ Perenara. Il connait sa seconde sélection le 20 juillet 2019, à l’occasion d’un match contre l'équipe d'Argentine à Buenos Aires.
Il est par la suite retenu dans le groupe de 31 joueurs sélectionné pour disputer la Coupe du monde au Japon,.

## Palmarès

### En club
- Finaliste du Super Rugby Aotearoa en 2021 avec les Chiefs.
- Finaliste du Super Rugby en 2023 avec les Chiefs.
- Finaliste du NPC en 2023 avec Hawke's Bay.

### En équipe nationale
- Vainqueur du championnat du monde junior en 2011.
- Vainqueur du Rugby Championship en 2020 et 2021.
- Troisième de la Coupe du monde en 2019.

## Statistiques
Au 23 septembre 2024, Brad Weber compte 18 capes en équipe de Nouvelle-Zélande, dont quatre en tant que titulaire, depuis le 8 juillet 2015 contre l'équipe des Samoa à Apia. Avec les Kiwis, il dispute une Coupe du monde en 2019. Il participe à trois éditions du Rugby Championship, en 2019, 2020 et 2021. Il dispute sept rencontres dans cette compétition,.